# U.S. Pro Indoor 1998
Lo U.S. Pro Indoor 1998   è stato un torneo di tennis giocato sul cemento indoor. 
È stata la 31ª edizione dello U.S. Pro Indoor che fa parte della categoria Championship Series nell'ambito dell'ATP Tour 1998. 
Si è giocato al CoreStates Center di Filadelfia, Pennsylvania negli Stati Uniti dal 23 febbraio al 2 marzo 1998.

## Campioni

### Singolare
Pete Sampras ha battuto in finale  Thomas Enqvist con il punteggio di 7–5, 7–6(3).

### Doppio
Jacco Eltingh /  Paul Haarhuis hanno battuto in finale  David Macpherson /  Richey Reneberg con il punteggio di 7–6, 6–7, 6–2.